# Aniptodera mangrovei
Aniptodera mangrovei är en svampart som beskrevs av K.D. Hyde 1986. Aniptodera mangrovei ingår i släktet Aniptodera och familjen Halosphaeriaceae.   Inga underarter finns listade i Catalogue of Life.